# Министерство животноводства Татарской АССР
Министерство животноводства Татарской АССР (тат. Татарстан АССР терлекчелек министрлыгы) — орган государственной власти Татарской АССР в 1946—1947 годах.
Подчинялось Совету Министров ТАССР и отраслевому министерству РСФСР. Включало четыре производственно-территориальных управления: Южное, Восточное, Прикамское, Пригородное. 
В подчинении находились районные отделы животноводства, ветеринарные лаборатории, образовательные учреждения (Казанский ветеринарный научно-исследовательский институт, три сельскохозяйственных и шесть межрайонных колхозных школ, два техникума), организации «Татветснабсбытторг», «Сельхозпромснаб» и другие.

## История
Образовано 3 мая 1946 года указом президиума Верховного совета Татарской АССР. Упразднено 3 марта 1947 года, функции переданы Министерству сельского хозяйства Татарской АССР. Единственным министром животноводства был Хусаинов А.М..